# Adam Krzesiński
Adam Artur Krzesiński (* 13. September 1965 in Warschau) ist ein ehemaliger polnischer Florettfechter.

## Erfolge
Adam Krzesiński gewann mit der Mannschaft bei Weltmeisterschaften zunächst 1990 in Lyon Silber sowie 1993 in Essen und 1995 in Den Haag jeweils Bronze, ehe er mit ihr 1998 in La Chaux-de-Fonds Weltmeister wurde. Im Anschluss sicherte er sich noch im Mannschaftswettbewerb 1999 in Seoul Bronze sowie 2001 in Nîmes Silber. Bei Europameisterschaften gewann er 1997 in Danzig den Titel im Einzel und 2001 belegte in Koblenz den zweiten Platz. Mit der Mannschaft wurde er 1998 in Plowdiw Vizeeuropameister und gewann zwischen 1991 und 2001 weitere drei Bronzemedaillen. Auf nationaler Ebene wurde er 1996 und 1997 polnischer Einzelmeister.
Dreimal nahm er an Olympischen Spielen teil: 1992 erreichte er in Barcelona mit der Mannschaft das Halbfinale, das Kuba mit 9:7 gewann. Das Gefecht um Rang drei gegen Ungarn gewann die polnische Equipe mit 9:4, sodass Krzesiński zusammen mit Ryszard Sobczak, Piotr Kiełpikowski, Cezary Siess und Marian Sypniewski die Bronzemedaille erhielt. Die Einzelkonkurrenz schloss er auf dem 44. Platz ab. Bei den Olympischen Spielen 1996 in Atlanta zog er mit der polnischen Equipe nach Siegen über Venezuela, Deutschland und Österreich ins Finale ein, in dem sie sich Russland mit 40:45 geschlagen geben musste. Gemeinsam mit Ryszard Sobczak, Piotr Kiełpikowski und Jarosław Rodzewicz erhielt er somit die Silbermedaille. Die Einzelkonkurrenz beendete er auf Rang 27. Vier Jahre später verpasste er in Sydney mit der Mannschaft als Vierter einen weiteren Medaillengewinn, während er im Einzel erneut früh ausschied und den 27. Platz belegte.
Krzesiński beendete seine Karriere 2002. Von 2002 bis 2005 war er Präsident eines Fechtclubs in Warschau. Seit 2005 ist er Generalsekretär beim Polski Komitet Olimpijski. Für seine sportlichen Leistungen erhielt er 1996 das Goldene Verdienstkreuz der Republik Polen sowie 2012 das Ritterkreuz des Orden Polonia Restituta.